# Oestlundiella flava
Oestlundiella flava är en insektsart som först beskrevs av Davidson 1912.  Oestlundiella flava ingår i släktet Oestlundiella och familjen långrörsbladlöss. Inga underarter finns listade i Catalogue of Life.